# 사마 (성씨)
사마(司馬)는 한국과 중국의 성씨이다.《백가성(百家姓)》에 따르면 410위(位)이다. 중국의 상고부터 중고시기까지 큰 성(大姓)이였으나, 현재 사마성의 인구 수는 이미 예전 같지 않다.

## 한국
나주목 거평현(居平縣)과 경기도 이천시의 토착 성씨로 조선 때 있었으며, 현존하지 않는다.

## 중국

### 인물
- 사마양저(司馬穰苴)
- 사마착(司馬錯)
- 사마근(司馬靳)
- 사마앙(司馬卬)
- 사마상여(司馬相如)
- 사마담(司馬談)
- 사마천(司馬遷)
- 사마의(司馬懿)
- 사마휘(司馬徽)
- 사마균(司馬鈞)
- 사마량(司馬量)
- 사마흔(司馬欣)
- 사마염(司馬炎)
- 사마광(司馬光)

## 같이 보기
- 진 (위진)